# Constanze Angela Krehl
Constanze Angela Krehl (Stuttgart, 14 oktober 1956) is een Duits politicus. Van 1994 tot 2022 was zij lid van het Europees Parlement voor de Sozialdemokratische Partei Deutschlands (S&D).

## Biografie
Constanze Krehl werd geboren in Stuttgart, maar verhuisde een jaar later naar Leipzig in de DDR. Ze studeerde aan de Technische Universität Dresden en behaalde in 1980 haar diploma in de informatica. In 1998 kreeg ze de Orde van Verdienste van de Bondsrepubliek Duitsland.
Krehl werd in 1991 waarnemer in het Europees Parlement. In 1994 werd ze lid. Ze was tot 1997 voorzitter van de delegatie voor de betrekkingen met Rusland en vervolgens tot 2002 van de delegatie in het parlementaire samenwerkingscomité EU-Rusland. Sinds 2009 is ze lid van de delegatie in de Euro-Latijns-Amerikaanse Parlementaire Vergadering en de delegatie voor de betrekkingen met de landen in Midden-Amerika. Tevens is ze sinds 2012 lid van de Commissie regionale ontwikkeling en plaatsvervangend lid van de Begrotingscommissie.
Krehl trad op 2 oktober 2022 af als lid van het Europees Parlement.